# Vitryggig hackspett
Vitryggig hackspett (Dendrocopos leucotos) är en fågel i familjen hackspettar. Den förekommer transpalearktiskt i Europa och Asien, från Norge i väster till Kamtjatka i öst. Vitryggig hackspett är något större än större hackspett (Dendrocopos major) och är idag listad i Sverige som akut hotad av Artdatabanken, främst beroende på bristen av lämpliga biotoper. 

## Utseende och läte
Vitryggig hackspett är den största av brokspettarna, hackspettarter med inslag av rött, vitt och svart i fjäderdräkten. Längden är 25–28 cm och vingspannet 38–40 cm. Näbben är lång och har troligen anpassat sig efter artens födoval. En adult fågel har ljus undersida med tydliga längsgående streck på kroppsidorna. Bröstet är svagt med en beige-skär ton och är streckat i svart. Bakryggen och övergumpen är vit, undergumpen är svagt rödfärgad. Hanen känns igen på en röd hjässa medan honan har en svart. Ungfåglarna har en mer diskret teckning och känns igen på bredare sidstreck än de äldre fåglarna, dessutom märks en blek, rödfärgad hjässa.  

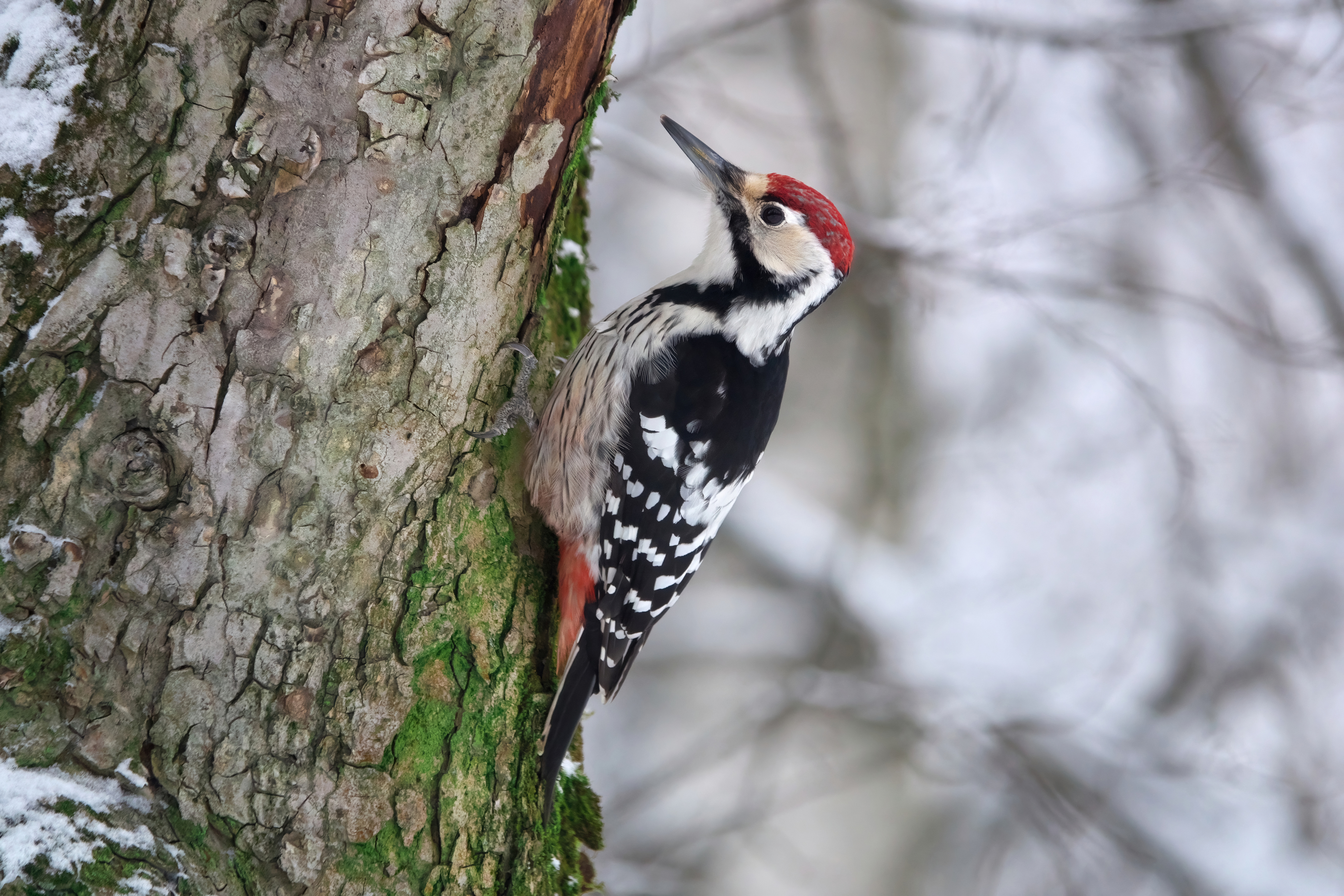
Hane.

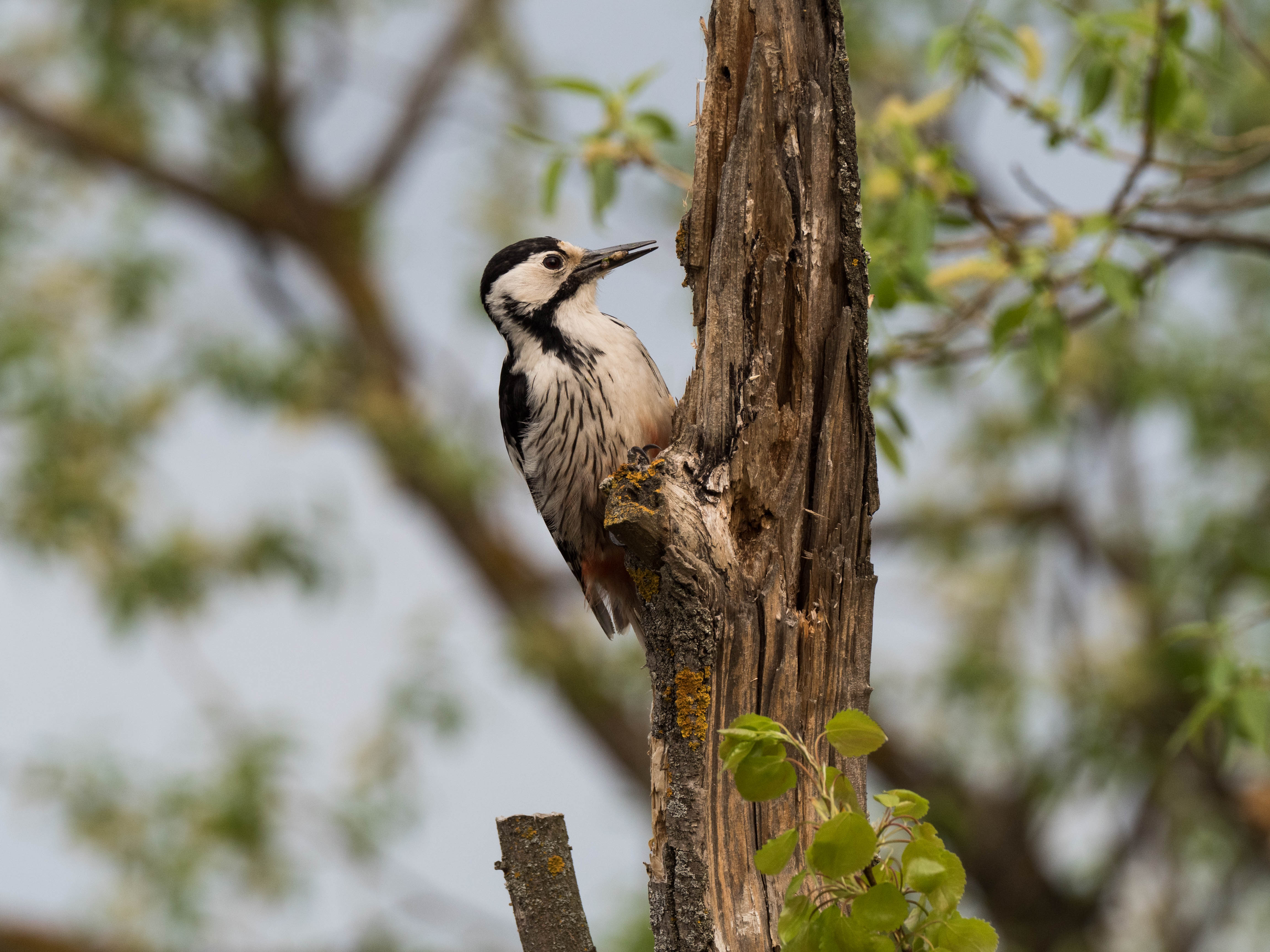
Hona.

Underarten owstoni i Ryukyuöarna, av vissa behandlad som egen art (se nedan) skiljer sig från geografiskt närmaste formen namiyei genom större storlek, längre vingar och näbb, mycket mindre inslag av vitt på vingar och stjärt och mer beigefärgad på ansikte haka, och strupe. Vidare är bröstsidorna och flankerna svarta snarare än streckade i svart och beigevitt och bildar på så sätt ett bröstband. Hanen är även blekare röd på hjässan och matt eldröd istället för skär på buk och undergump.

### Läte
Trumningen är typisk, är långt utdragen jämfört med andra hackspettar och varar i två sekunder. Den känns ofta igen på en avvaktande, kraftig öppning och den accelererar därefter svagare på slutet, som kan liknas med en självdöende pingisboll på marken. Dess rop utgörs av ett snabbt skrattande goeddi-goeddi-goeddi, tonfallet är ungefär samma som hos en roskarl. Den vitryggiga hackspetten har också ett lockläte vilket liknar den större hackspettens, ett kick. Dock har den vitryggiga hackspetten ett tjockare med lägre tonhöjd, och den har dessutom inte riktigt sådan skarphet som denna, bjyck. När fågeln är orolig upprepas lätet i ojämna ramsor. 

## Utbredning och systematik

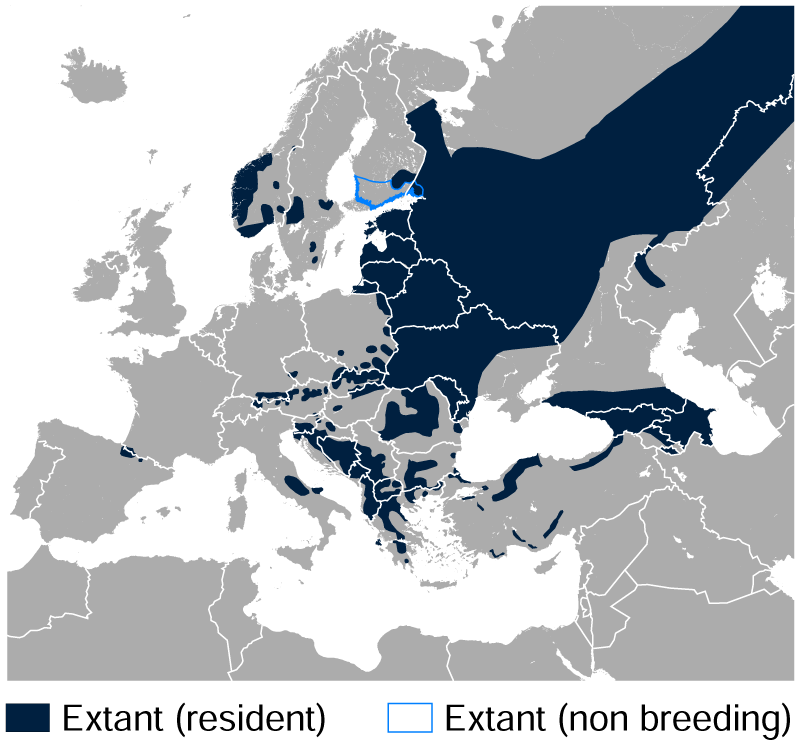
Detaljerad utbredning i Europa.

Den vitryggiga hackspetten lever främst i Palearktis. I utkanterna av dess utbredningsområde förekommer den även i den orientaliska regionen. Dess utbredningsområde sträcker sig från södra och mellersta Skandinavien, över Östeuropa, i ett bälte österut till Japan och Kamtjatkahalvön. Utbredningsområdets centrum ligger i södra tajgan. I Europa förekommer kvarlevande populationer i Pyrenéerna, Alperna och Karpaterna, i sydliga Apenninerna samt i den sydvästra delen av Balkanhalvön. 

### Underarter
Vitryggig hackspett delas in i tre grupper av tolv underarter med följande utbredning:
- Dendrocopos leucotos lilfordi – Pyrenéerna till Mindre Asien, Kaukasus och Transkaukasien
- leucotos-gruppen
  - nordlig vitryggig hackspett[7] Dendrocopos leucotos leucotos – norra Europa (Norge, Sverige, Finland och Polen) söderut till östra Schweiz, Österrike, norra Serbien och Karpaterna, österut genom södra Ryssland till Kamtjatkahalvön, Sachalin, nordöstra Kina och Korea
  - Dendrocopos leucotos uralensis – västra Sibirien från Uralbergen österut till Bajkalsjön
  - Dendrocopos leucotos tangi – västra Kina (Sichuan)
  - Dendrocopos leucotos fohkiensis – bergstrakter i sydöstra Kina (Fujian)
  - Dendrocopos leucotos insularis – Taiwan
  - Dendrocopos leucotos subcirris – norra Japan (Hokkaido)
  - Dendrocopos leucotos stejnegeri – Japan (norra Honshu)
  - Dendrocopos leucotos namiyei – södra Honshu, Kyushu, Shikoku och Jejuöarna
  - Dendrocopos leucotos takahashii – ön Ullung utanför östra Korea
  - Dendrocopos leucotos quelpartensis – ön Jeju utanför södra Korea
- Dendrocopos leucotos owstoni – Amami-Ōshima i norra Ryukyuöarna

Birdlife International urskiljer sedan 2014 underarten owstoni som en egen art, "amamispett", baserat på avvikande utseende. Studier visar dock att den genetiskt är en del av vitryggig hackspett.

### Vitryggig hackspett i Sverige
Vitryggig hackspett förekom tidigare som häckfågel på många platser i södra Sverige. Under 1800-talet och i början av 1900-talet dokumenterades den från 17 av de 24 svenska landskapen. Under senare delen av 1900-talet har utbredningsområdet dock minskat med över 90%, de senaste 30–40 åren i allt ökande grad, så pass att den är nära nog försvunnen. Under 2000-talet fram till 2008 konstaterades häckningar i Dalsland och Värmland, men är numera försvunnen därifrån. Efter inflöde österifrån etablerade den sig tillfälligt i Västerbotten och Norrbotten. Häckningar konstaterades återigen 2014 i området kring nedre Dalälven samt i Västerbotten 2018. Sedan 2020 har vitryggig hackspett häckat årligen i Västerbotten. Ytterligare inflöde österifrån till norra Norrland skedde även hösten 2019.

## Ekologi

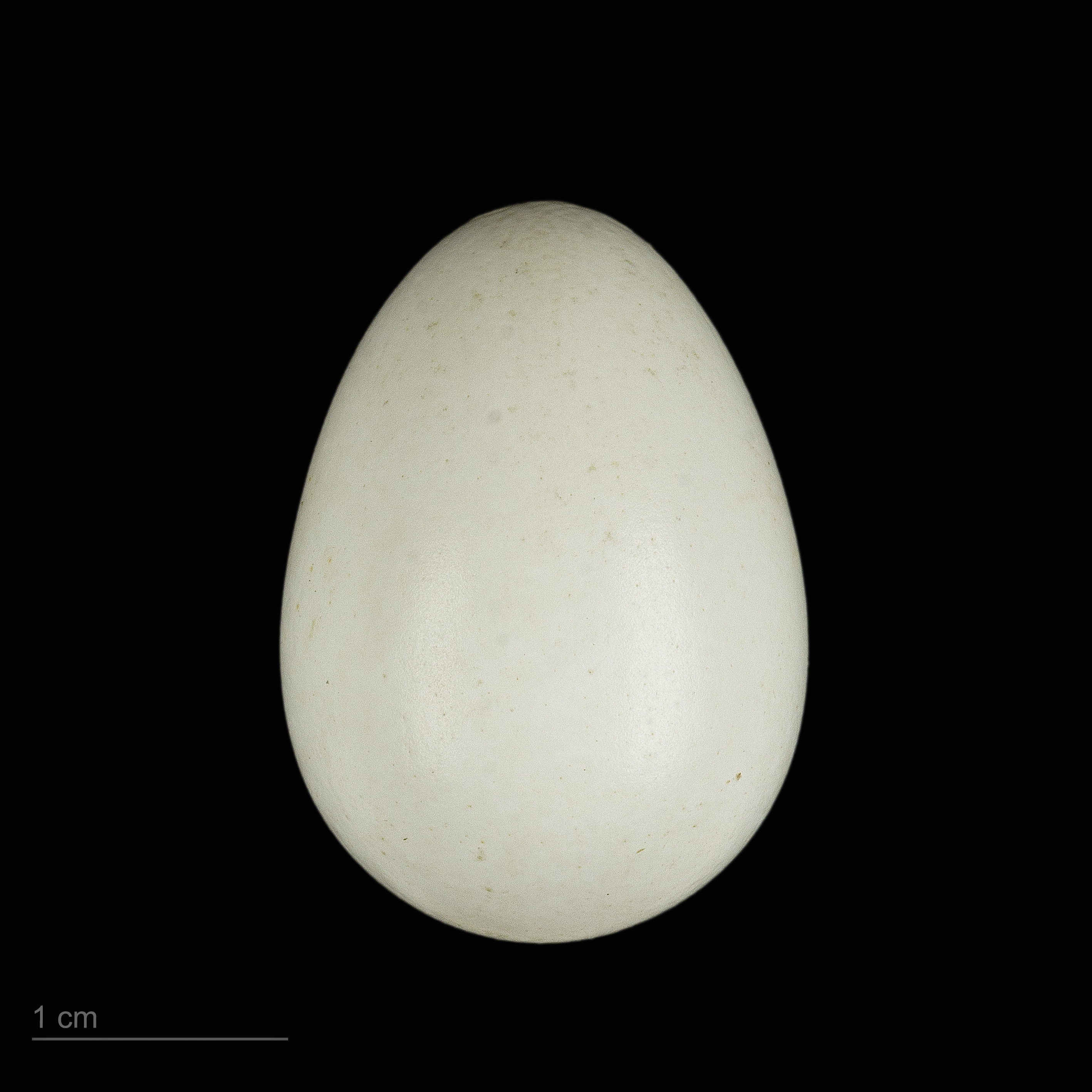
Ägg från vitryggig hackspett av nominatformen.

### Biotop
Vitryggig hackspett är en art som har mycket strikta krav på sin biotop. Minst en femtedel av landskapet bör bestå av lövskog, och av den delen måste hälften passa arten. Om inte, minskar sannolikheten för att en ledig yta skall återkoloniseras av fåglar på andra håll. Den lever i en så kallad metapopulation. Den trivs bäst i skog med så kallade oädla lövträd, som vårtbjörk och asp.

### Häckning
Under häckningssäsongen hackar den ut ett bohål som är ungefär sju cm brett och 30 cm djupt i en gammal trädstam (gärna asp). I norra Sverige häckar den främst i björk, men har även observerats häcka i sälg och asp. Den lägger tre till fem vita ägg och ruvar dem i tio till tolv dagar. Paret hjälps åt med ruvningen.

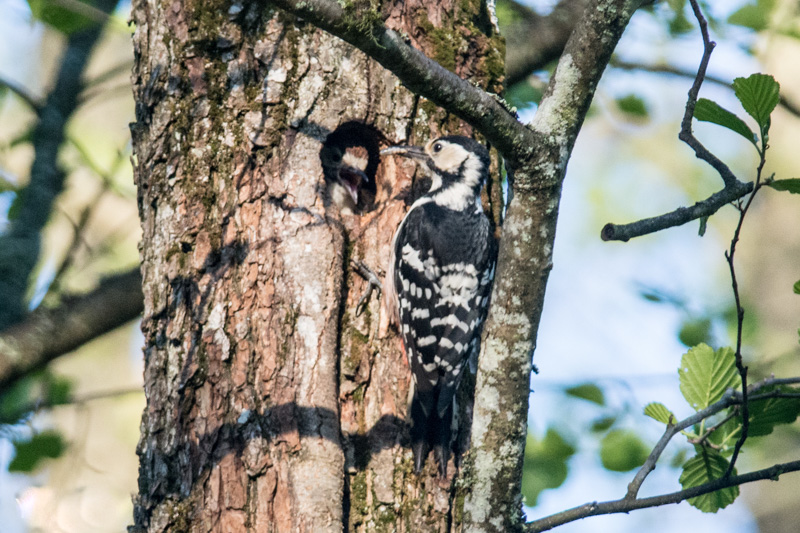
Vitryggig hackspett vid bohål med ungar.

### Föda
Vitryggig hackspett livnär sig mestadels av skalbaggar och deras larver samt andra insekter som de finner bland förmultnade träd men även, nötter, frön och bär.

## Vitryggig hackspett och människan

### Status och hot
Beståndet i Europa beräknas uppgå till 180 000–550 000 par, vilket extrapolerat ger en mycket grov uppskattning av världspopulationen till mellan en och sju miljoner individer. Dess status bedöms av IUCN som livskraftig (LC) Exempelvis uppskattas Norges population bestå av 1 700–1 800 häckande par, Lettland 2 000–2 500, Litauen 900–1 200 och Vitryssland 5 000–6 000 par.
I Sverige kategoriseras vitryggig hackspett som akut hotad. Beståndet uppskattas totalt till mellan 50 och 60 reproduktiva individer. Ca 30 av dessa individer återfinns i Västerbotten. För att försöka rädda arten i Sverige har ett åtgärdsprogram tagits fram av Naturvårdsverket. 2025 publicerades ett nytt reviderat åtgärdsprogram.

### Namn
Vitryggig hackspett kallades förr även för hvitrygg-spätt.